# Archichauliodes polypastus
Archichauliodes polypastus är en insektsart som beskrevs av Edgar F. Riek 1954. Archichauliodes polypastus ingår i släktet Archichauliodes och familjen Corydalidae. Inga underarter finns listade i Catalogue of Life.